# جيمس ر. نيومان
جيمس ر. نيومان (بالإنجليزية: James R. Newman)‏ هو رياضياتي أمريكي، ولد في 1907 في نيويورك في الولايات المتحدة، وتوفي في 28 مايو 1966 في واشنطن العاصمة في الولايات المتحدة.

## وصلات خارجية
- جيمس ر. نيومان على موقع الموسوعة البريطانية (الإنجليزية)